# Université al-Azhar
Pour les articles homonymes, voir Al-Azhar.
L'université al-Azhar (en arabe :  جامعة الأزهر), souvent appelée par métonymie al-Azhar, est une institution islamique sunnite d'enseignement, connue internationalement et basée au Caire. Elle dépend de l’État égyptien et comprend, entre autres, l’université al-Azhar, l’Académie d’études islamiques et la mosquée Al-Azhar, dirigée par un érudit islamique, le cheikh al-Azhar.
L'enseignement a commencé à al-Azhar en 988, ce qui en fait l’un des plus anciens lieux d'enseignement islamiques au monde. Son nom est dérivé de az-Zahrā, l'un des noms de Fatima, la plus jeune fille de Mahomet. Les fonctions d'al-Azhar sont définies dans la loi égyptienne no 103 du 5 juillet 1961, également connue sous le nom de loi al-Azhar (qānūn al-Azhar).
Selon l'article 2 de cette loi, al-Azhar « est un organisme savant islamique qui cherche à préserver, à étudier, à divulguer et à diffuser le patrimoine islamique, à diffuser le message islamique qui a été confié, à tous les peuples et à le promouvoir, à montrer l'islam et son influence sur le progrès de l'humanité, le développement de la civilisation, le maintien de la paix, la tranquillité et la paix d'esprit de tous les peuples, ici et maintenant. ».

## Organisation

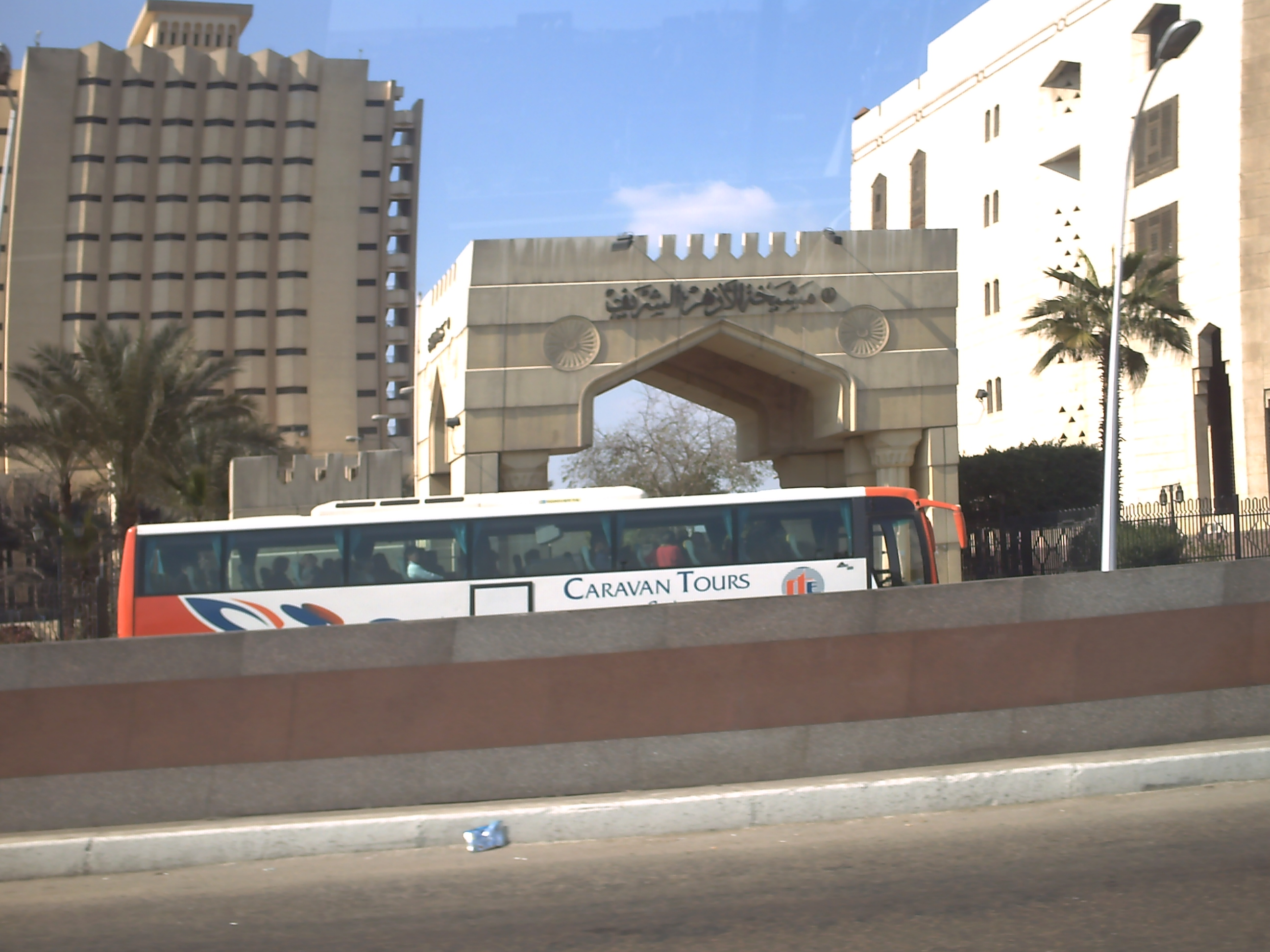
La résidence officielle de Cheikh al Azhar au Caire.

Selon l'article 8 de la loi al-Azhar, la structure complète d'al-Azhar est constituée de cinq entités :
1. le Conseil suprême Azharrat (al-maǧlis al-a'lāl-l-Azhar),
2. l'Académie des enquêtes islamiques (maǧma ' al-buḥūṯ al-islāmīya),
3. le Bureau de la culture et des missions d'étude islamiques (idārat aṯ-ṯaqāfa wa-l-bu'ūṯ al-islāmīya),
4. l'université al-Azhar (ǧāmi'at al-Azhar),
5. l'institut al-Azhar (al-ma'āhid al-azharīya)[3]. Le chef spirituel d'al-Azhar est, selon l'article 4, le cheikh al-Azhar. Il est le suprême Azharrat et est également appelé le « grand imam » (al-imām al-akbar).

En 2013, le Conseil a élu Shawki Ibrahim Abdel Karim Allam au poste de grand mufti d'Égypte. C'est la première fois que le grand mufti est élu par des érudits islamiques depuis la création de ce poste en 1895. Auparavant, le chef de l’État égyptien procédait à cette nomination.

### Académie des enquêtes islamiques
L'Académie des enquêtes islamiques est un groupe de cinquante spécialistes consacré à la clarification des problèmes et controverses musulmanes, à la tenue de conférences islamiques internationales et à l'exécution partielle de missions de censure en Égypte. L'académie publie également le journal d'al-Azhar (Maǧallat al-Azhar) et est responsable de la « Cité des missions d'étude islamiques » (Madīnat al-bu'ūṯ al-islāmīya), dans laquelle vivent des étudiants de divers pays musulmans qui sont ici pour se familiariser avec la forme azharite de l'islam sunnite.

### Université
L'université Azhar est maintenant répartie sur de nombreux sites en Égypte et comprend une branche masculine et une branche féminine. La branche masculine compte aujourd'hui quarante-trois facultés :
- six facultés de théologie (uṣūl ad-dīn) et de prosélytisme islamique (Da'wa),
- cinq facultés de droit,
- sept facultés d'arabe (al-luġa al-'Arabīya),
- six facultés de sciences islamiques (ad-dirāsāt al-islāmīya),
- trois facultés de médecine,
- deux facultés de médecine dentaire,
- deux facultés de pharmacie,
- deux facultés d'ingénierie,
- deux facultés d'agriculture,
- deux facultés d'éducation,
- une faculté de commerce,
- une faculté de langues et de traduction,
- une faculté des sciences des médias,
- une faculté des sciences[7].

La branche féminine de l'université Azhar compte vingt-six facultés :
- treize facultés d'études islamiques et arabes,
- deux facultés de commerce,
- une faculté de médecine, dentisterie, pharmacie, ingénierie, sciences, sciences infirmières, sciences humaines et économie domestique,
- deux facultés d'enseignement général pour femmes[8].

La nature religieuse de l'université exige que les étudiants reçoivent une éducation religieuse islamique en plus de leurs qualifications professionnelles et académiques.
La faculté de l'université d'al-Azhar compte aujourd'hui environ 16 000 enseignants. Le directeur de l'université al-Azhar (mudīr ǧāmi'at al-Azhar) est à la tête de l'appareil administratif.

### Instituts
Les instituts al-Azhar offrent un enseignement religieux islamique aux niveaux primaires et secondaires et ont leur propre administration générale. Déjà en 1963, il y avait cinquante-sept écoles primaires et vingt-six écoles secondaires en Égypte.

### Archives en ligne
En mai 2005, Al-Azhar, en partenariat avec une entreprise de technologie de l’information de Dubaï, IT Education Project (ITEP), a lancé le projet Mohammed bin Rashid Al Maktoum visant à préserver les écrits d'Al Azhar et à les publier en ligne. Cet accès en ligne à l’ensemble de la collection de manuscrits rares de la bibliothèque, comprendrait environ sept millions de pages de matériel,.

## Histoire

### Création
Le noyau d'al-Azhar est la mosquée Al-Azhar, que le général fatimide Jawhar al-Siqilli construit en 360 (970/71) pour être la mosquée du vendredi dans la nouvelle résidence des Fatimides, la ville d’Al-Qāhira. Elle a été achevée pendant le ramadan 361 (juin / juillet 972) et a été la principale mosquée des Fatimides pendant plus de quarante ans, jusqu'à ce que cette fonction soit transférée à la mosquée Al-Hakim en 1013.
Les enseignements ont commencé à la mosquée Azhar en octobre 975 (mois de Ramadan 365. AH). Le président de la Cour suprême Abul Hasan Ali ibn an-Nu'man, fils d'an-Nu'mān, a donné une conférence sur un ouvrage important de jurisprudence chiite. Le véritable collège théologique a été fondé en 988 sous le règne des Fatimides par le grand vizir Yaqub ibn Killis (979-991) au Caire. L’enseignement était axé sur la théologie et le droit (fiqh). Au Xe siècle, des études anatomiques ont été menées par Ali Nimr Ibn Ali Nu'man, un neveu du célèbre juge en chef Abul Hasan Ali ibn an-Nu'man. Ces études de base sur la méthodologie de la section ont eu un impact significatif sur les études médicales d'Avicenne. Al-Azhar est l'une des plus anciennes universités au monde, fondée après l'université Zitouna à Tunis, celle d'Al Quaraouiyine à Fès et celle de Cordoue.
Le logement et les repas étaient fournis aux étudiants et au personnel enseignant. L'âge d'or d'al-Azhar correspond à la période mamelouk, à l'époque où des savants tels que Ibn Khaldoun et Ibn Hajar al-'Asqalānī y travaillaient. L’historien al-Maqrīzī rapporte qu’en 815 (1415/16 n.), un total de 750 étudiants d'Égypte et de nombreuses autres régions telles que le Maghreb et la Perse vivaient dans la mosquée, récitaient le Coran, étudiaient le fiqh, le hadîth, le Tafsir et la grammaire arabe, écoutaient des sermons et organisaient des sessions de dhikr. Toutefois, al-Azhar n’était à l’époque que l’un des nombreux établissements d’enseignement du Caire. Comme al-Maqrīzī l'a signalé, la ville comptait soixante-dix écoles madrasa.

### Processus de réforme et loi al-Azhar

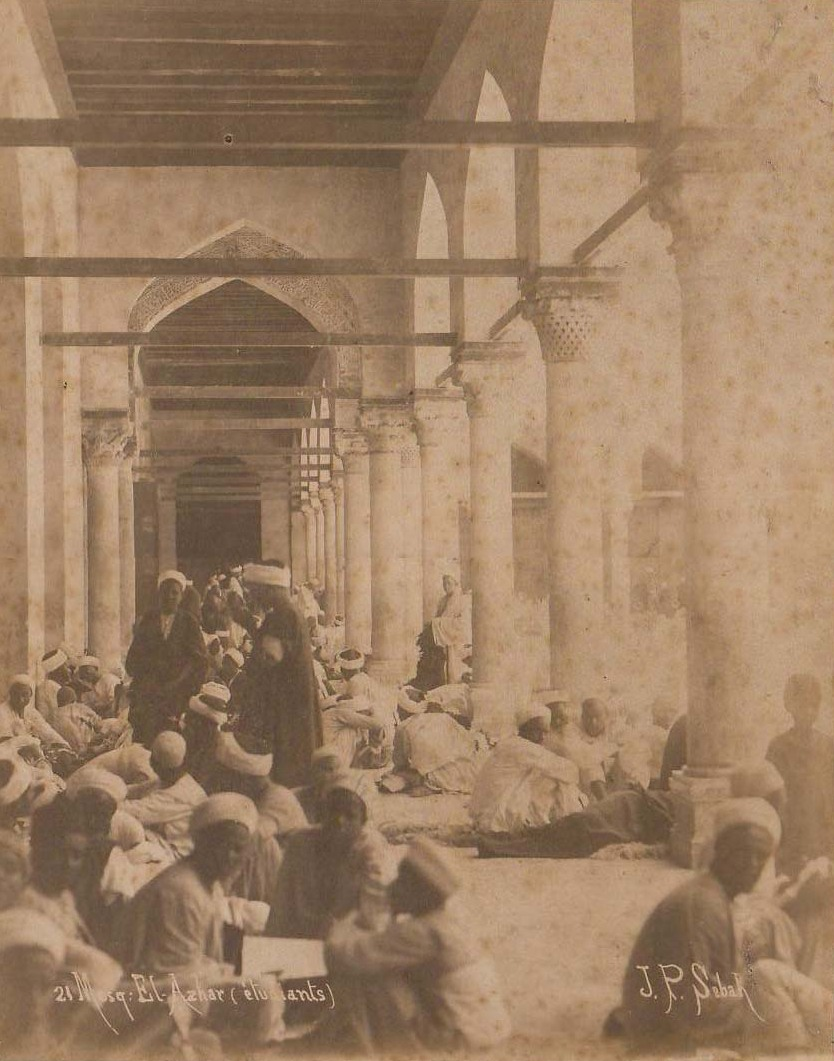
Étudiants à l'université al-Azhar dans les années 1880.

Une première réforme moderne a eu lieu sous le khédive Ismaïl Pacha qui introduit en 1872 un nouveau diplôme. De cette manière, les enseignements régis par aucune réglementation légale ne devraient être intégrées dans un système diplômant. Al-Azhar est devenu l'un des centres les plus importants de l'érudition islamique et a attiré des étudiants du monde entier. Dans le même temps, il s'est également ouvert aux non-musulmans et aux chiites. Premier étudiant européen vers 1873, l'orientaliste Ignaz Goldziher fut admis à étudier à al-Azhar. En 1910, le cheikh de l'époque Azhar Salīm al-Bischrī a rencontré le savant irakien chiite, Muhammad al-Husain Al-Kashif al-Ghita.
Une autre loi, établie par une commission de réforme en 1910 et entrée en vigueur en 1911, stipule que le recteur Azhar était nommée par le Khédive et élargit le comité consultatif, qui se compose désormais du recteur, des cheiks des quatre facultés de droit, du directeur général des fondations et trois membres nommés par le Conseil des ministres ont existé et ont créé un organe composé de trente chercheurs chevronnés (hai'at kibār al-'ulamā ') à partir duquel est élu le recteur. Les années suivantes, al-Azhar connait une forte expansion : le nombre d’étudiants (y compris ceux des instituts religieux affiliés) augmenta jusqu’en 1918 à 15 836 personnes au total.
Une nouvelle constitution, datée du 16 novembre 1930, apporte une autre réforme. Al-Azhar a maintenant trois facultés : une pour la théologie (uṣūl ad-dīn), une pour le droit islamique (aš-šarī'a al-islāmīya) et une pour la langue arabe (al-luġa al-'Arabīya). La composition du conseil consultatif a été modifiée : les cheiks des quatre facultés de droit ont été remplacés par les cheiks des trois facultés et le conseil a été complété par le grand mufti. Il a également été stipulé que les nouveaux étudiants ne devraient pas être âgés de plus de seize ans quand ils ont commencé leurs études.

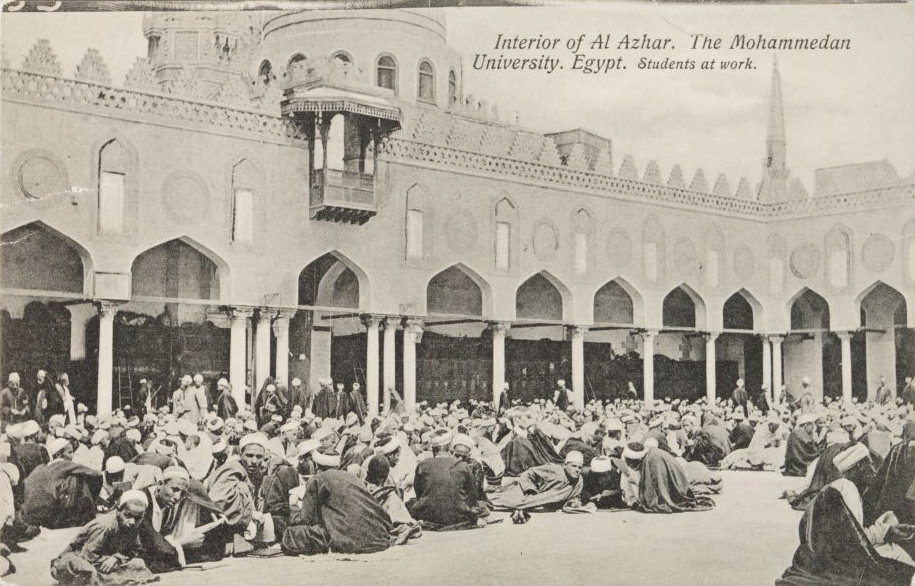
La cour d'al-Azhar au début du XXe siècle.

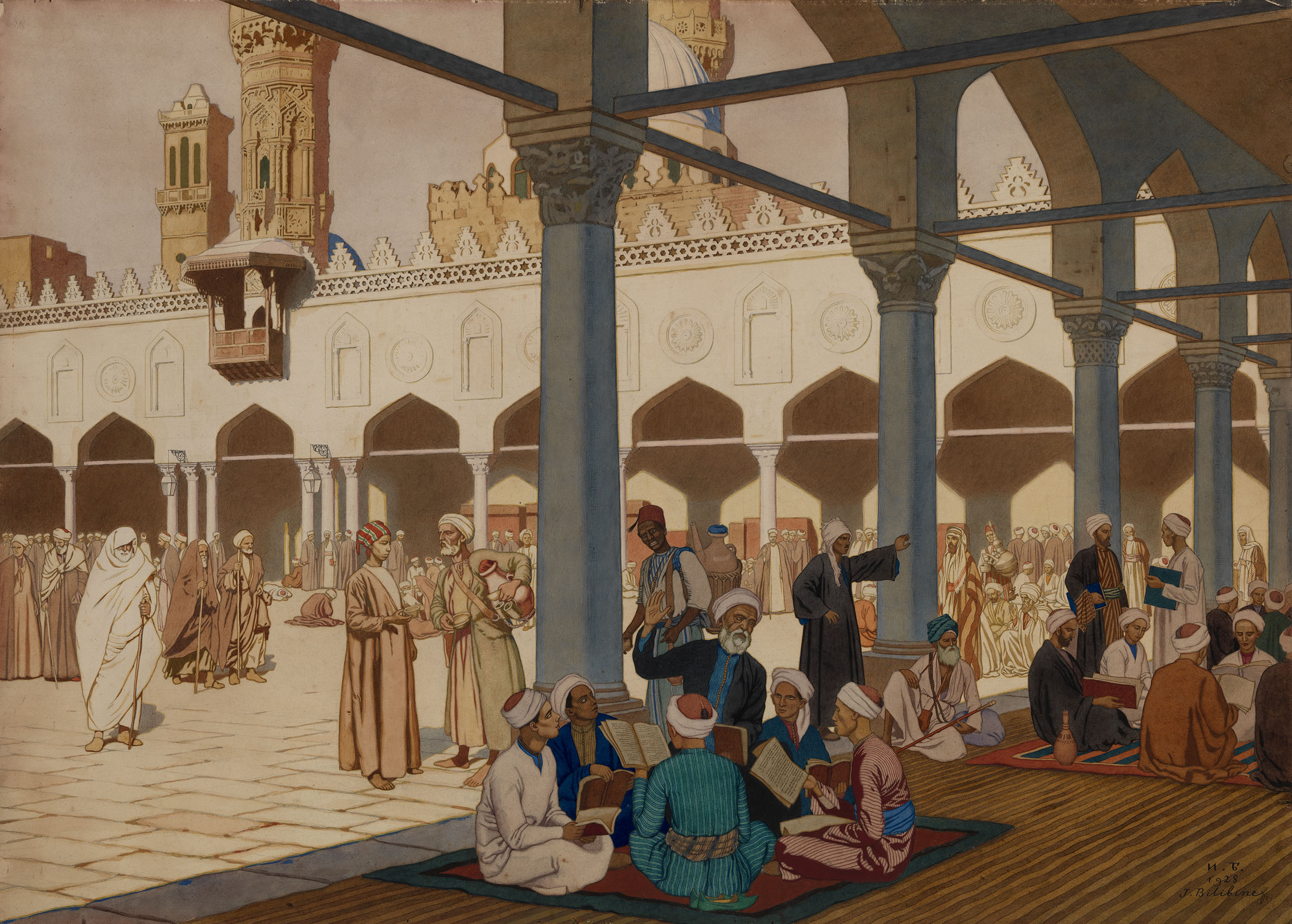
La cour d'al-Azhar en 1928, par Ivan Bilibine.

La constitution de 1930 a été remplacée, le 26 mars 1936, par une nouvelle loi : les trois facultés d’Azhar ont été combinées en une université (ǧāmi'a), qui est maintenant séparée structurellement des instituts d’Azhar. À l'université al-Azhar même, les thèses de diplôme et les mémoires ont été introduits en tant que nouveaux parcours de qualification. La loi al-Azhar de 1936 définit les deux tâches essentielles d'al-Azhar :
1. . la préservation et la diffusion de la loi religieuse, de ses principes et des sciences qui en découlaient, ainsi que de la langue arabe ;
2. . former les 'Ulamā ', qui sont chargés de l'enseignement des sciences religieuses et philologiques dans les écoles et autres établissements d'enseignement, ainsi que de l'exercice de fonctions publiques en rapport avec le droit religieux[28].

En 1955, à la suite de la révolution des officiers libres et de la prise du pouvoir par Gamal Abdel Nasser, l'ancien ministre de l'Éducation, Taha Hussein suggère de transformer l'université Azhar en une faculté de théologie, devant intégrer une université moderne. En juin 1961, l'Assemblée nationale égyptienne a adopté la loi no 103 de 1961, qui prévoit une réforme complète d'al-Azhar. Cette réforme reprend les idées de Husain, mais inverse leur direction. Au lieu d'intégrer al-Azhar dans une université moderne, c'est le système éducatif moderne qui a été intégré à al-Azhar. Ainsi, quatre nouvelles facultés d'économie et de sciences administratives, d'ingénierie, de médecine et de sciences agricoles ainsi qu'une faculté de femmes ont été ouvertes. Comme Mahmoud Shutut, dans une analyse du cheikh al-Azhar, qui était à l'origine de la réforme, l'objectif de la réforme était de supprimer les barrières entre les diplômés d'al-Azhar et ceux des écoles publiques et des universités, ainsi que l'égalité des chances dans le domaine des sciences et professionnel. Dans le même temps, l’acte de 1961 a confié à al-Azhar une dimension internationale pour la première fois. D'autre part, elle a également perdu son statut semi-autonome par la loi.
Afin d'améliorer l'enseignement des langues étrangères dans les études de base de toutes les facultés, un « Institut de langues et de traduction » a été créé en 1965, qui enseignait désormais les langues du monde non islamique. La même année, un « Département d'études islamiques et arabes » a été créé. Il avait pour tâche de proposer un programme d'études qui introduirait l'ensemble du domaine de l'éducation islamique traditionnelle. En mars 2018, l'université annonce la création d'un centre d'études islamiques régional ouest-africain en Mauritanie.

### Affaire Farag Foda
Farag Foda (également Faraj Fawda, 1946-9 juin 1992) était un éminent professeur, écrivain, chroniqueur et militant des droits de l'homme. Il a été assassiné le 9 juin 1992 par des membres du groupe islamiste al-Gama'a al-Islamiyya après avoir été accusé de blasphème par un comité de religieux (oulama) de l'université al-Azhar. Foda était l'une des 202 personnes tuées par des « agressions à caractère politique » en Égypte entre mars 1992 et septembre 1993. En décembre 1992, ses œuvres ont été interdites.
L'ouléma d'al-Azhar avait ainsi adopté une précédente fatwa du cheikh al-Azhar, Jadd al-Haqq, accusant Foda et d'autres écrivains d'être « des ennemis de l'islam ». Dans une déclaration qui revendiquait la responsabilité de l'assassinat, Al-Gama'a al-Islamiyya a accusé Foda d'être un apostat de l'islam, celui-ci prônant la séparation de la religion de l'État et favorisant le système juridique égyptien en place plutôt que l'application de la Charia. Le groupe a explicitement fait référence à la fatwā d’Al-Azhar lorsqu’il a revendiqué sa responsabilité. Mohammed al-Ghazali, érudit d'Al-Azhar, a ensuite affirmé devant le tribunal qu'il n'était pas faux de tuer un apostat. Al-Ghazali a déclaré : « Le meurtre de Farag Foda était en fait la mise en œuvre de la peine infligée à un apostat, ce que l'imam n'a pas appliqué ». Huit des treize islamistes traduits en justice pour le meurtre ont ensuite été acquittés.

## Importance au sein de l'islam
Au XIXe siècle, al-Azhar était considérée comme un « phare de la science religieuse sunnite en Égypte ». Elle voit son autorité concurrencée à partir des années 1930 par d'autres universités arabes plus ouvertes à la modernité.
Aujourd'hui, l'université al-Azhar est considérée comme la plus haute autorité de l'islam sunnite dans sa composante plutôt modérée. Malgré la volonté du recteur de se positionner comme unique et principale autorité sunnite, l'institution est fragilisée par des prises de position conservatrices. Pour Tareq Oubrou, recteur de la mosquée de Bordeaux : « Si vous voulez faire un petit tour au Moyen Âge, allez-vous balader à Al-Azhar. Ce n'est plus la plus haute autorité sunnite du monde arabe, l’institution n'a plus de prestige. Al-Azhar ce n'est qu'en Occident qu'on en parle ».
Elle est classée par le U.S. News & World Report au 26e rang du classement régional 2016 des universités arabes. Bien qu'attirant de nombreux étudiants (surtout dans ses facultés de théologie et de fiqh), elle est aujourd’hui « sévèrement jugée pour ses performances académiques ».

## Prises de position

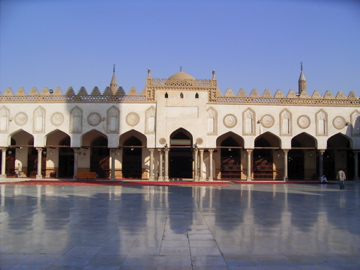
Cour de l'université au début du XXIe siècle.

### Grand imam Tantaoui
Selon le cheikh Mohammed Saïd Tantaoui, l'une des priorités des musulmans est « de maîtriser toutes les connaissances du monde et de l'au-delà, y compris la technologie des armes modernes pour renforcer et défendre la communauté et la foi ». Il a ajouté que « la maîtrise des armes modernes est importante pour se préparer à toute éventualité ou à tout préjugé des autres, bien que l'Islam soit une religion de paix ».
En octobre 2007, Mohammed Tantaoui, alors grand imam d'Al Azhar, a pris position contre la liberté d'expression et demandé au gouvernement égyptien de durcir les règles et de sanctionner les journalistes. Au cours d'un sermon vendredi en présence du Premier ministre égyptien Ahmed Nazif et d'un certain nombre de ministres, Tantawy aurait déclaré que le journalisme qui contribue à la propagation de fausses rumeurs plutôt que de vraies nouvelles méritait d'être boycotté. Les lecteurs commettaient un péché en achetant de tels journaux. Tantawy, partisan du président égyptien de l'époque Hosni Moubarak a également appelé à la punition de quatre-vingts coups de fouet contre « ceux qui répandent des rumeurs » sur le mauvais état de santé de Moubarak et sa possible mort,. Ce n’était pas la première fois qu’il critiquait la presse égyptienne pour sa couverture médiatique, ni la première fois qu’il était accusé en retour d’être un ennemi de la liberté d’expression. Au cours d'une fête religieuse tenue le même mois, Tantawy avait publié des commentaires faisant allusion à « des personnes arrogantes et des prétendants qui accusent d'autres personnes du vice le plus laid et des accusations sans fondement ». En réponse, le syndicat de la presse égyptien a publié une déclaration suggérant que Tantawy semblait être impliqué dans une campagne de propagande contre les journalistes et contre la liberté de la presse.

### Grand imam Ahmed el-Tayeb
En 2016, Ahmed el-Tayeb a réédité la fatwa sur les musulmans chiites, qualifiant le chiisme de cinquième école  de l'islam et ne voyant aucun problème avec les conversions d'islam sunnites à chiites. Cependant, les clercs éduqués à l'université Al-Azhar continuent de défendre publiquement une position sectaire en qualifiant les chiites d'infidèles et prônant l'isolement et la marginalisation des musulmans chiites en Égypte,.
En 2016, le grand imam d'Al-Azhar, Ahmed el-Tayeb, a confirmé que l'abandon de l'islam (apostasie) était puni de mort. À son avis, les crimes, les voies de fait et la trahison sont des formes d'apostasie et doivent être punis. Les apostats doivent rejoindre l'islam ou être tués.
L'université est opposée aux réformes libérales de l'islam et a émis une fatwa contre la mosquée Ibn-Rushd-Goethe de Berlin qui interdit de se couvrir le visage (avec des voiles tels que la burqa et le niqab) dans ses locaux, qui permet aux femmes et aux hommes de prier ensemble et qui accepte les fidèles homosexuels. La fatwa visait toutes les mosquées libérales présentes et futures.

## Dans la fiction
Le film La Conspiration du Caire (2022) décrit les jeux de pouvoir relatifs à l'élection du nouveau cheikh d'al-Azhar ou « grand imam », au sein de l'université Al-Azhar et avec l'État égyptien.